# Újdombóvár
Újdombóvár est une ancienne commune rattachée en 1946 à la ville de Dombóvár, dans le département de Tolna en Hongrie.

## Liste de personnalités liées à Újdombóvár
- Jenő Buzánszky, footballeur et entraîneur hongrois